# Ron Spang
Ron Spang (nacido antes de 1979) es un editor de películas estadounidense.

## Vida y carrera
Ron Spang es un famoso editor de películas. Él se ha hecho un nombre como editor en varias series de televisión, incluyendo El Equipo A (1984-1987), Raven (1992) y Smallville (2001-2011). También editó la película Firefox (1982) y Un mundo perfecto (1993). 
En 1989 Ron Spang fue una vez nominado al Primetime Emmy por un episodio de la serie Lucha contra la mafia (1988-1989).

## Filmografía (Selección)

### Películas
- 1979: La riqueza no es una vergüenza (The Jerk)
- 1980: Con el acelerador a fondo después de San Fernando (Any Which Way You Can)
- 1982: Firefox
- 1987: Engaño Mortal (Deadly Illusion)
- 1993: Un mundo perfecto (A Perfect World)
- 1994: Asesinato o memoria? (Murder or Memory? A Moment of Truth Story; película para televisión)
- 1996: ¿Quién ha asesinado a mi hija? (Justice for Annie: A Moment of Truth Movie; película para televisión)
- 1998: Buscando el Amor (Someone to Love Me; película para televisión)
- 2001: The Sons of Mistletoe

### Series
- 1981-1981: Sheriff Lobo (4 episodios)
- 1984-1987: El Equipo A (The A-Team; 20 episodios)
- 1988-1989: Lucha contra la Mafia (Wiseguy; 9 episodios)
- 1992-1992: Raven (todos los episodios)
- 2001-2011: Smallville (73 episodios)